# زمین‌لرزه ۱۹۱۹ پاپوآ گینه نو
زمین‌لرزه پاپوآ گینه نو  در تاریخ ۶ مه ۱۹۱۹ میلادی، برابر با ‎۱۵ اردیبهشت ۱۲۹۸، ساعت ۱۹:۴۰:۳۸ به زمان یوتی‌سی در پاپوآ گینه نو رخ داد. ژرفای این زلزله ۲۳۲٫۸ کیلومتر بود. بزرگی آن ۷٫۶ در مقیاس mB اعلام شده‌است. زمین‌لرزه به وقت محلی در روز چهارشنبه، ساعت ۵ روی داده و منطقه زمانی آن یوتی‌سی +۱۰ بوده‌است .
سازمان زمین‌شناسی آمریکا نیز جای این زمین‌لرزه را در مختصات ۵°جنوبی ۱۵۴°شرقی / ۵°جنوبی ۱۵۴°شرقی و بزرگی آنرا برابر با ۸٫۱ در مقیاس ریشتر اعلام کرده‌است. ژرفای گزارش شده از سوی این سازمان ۲۵ کیلومتر می‌باشد.
سونامی نیز در این زلزله گزارش شده‌است.